# Willoughby Bertie, III conte di Abingdon
Willoughby Bertie, III conte di Abingdon (Londra, 28 novembre 1692 – 10 giugno 1760), è stato un nobile inglese.

## Biografia
Era il figlio di James Bertie, e di sua moglie, Elizabeth Willoughby. Studiò presso il Corpus Christi College. 

## Carriera
Ha ricoperto la carica di membro del Parlamento per Westbury nel 1715, ma è stato spodestato dopo una petizione. Successe al titolo di conte di Abingdon, il 16 giugno 1743. Ha ricoperto la carica di Alto Steward di Abingdon e Wallingford, nel novembre 1743.
Rimase un conservatore convinto ed era un sostenitore della successione Hannover durante l'Insurrezione giacobita del 1745

## Matrimonio
Nell'agosto 1727 a Firenze sposò Anna Maria Collins (?-21 dicembre 1763), figlia di Sir John Collins. Ebbero nove figli:
- Lady Elizabeth Peregrine Bertie (1728-1804), sposò Sir John Gallini, non ebbero figli;
- Lady Jane Bertie (1730-25 febbraio 1791), sposò Thomas Clifton, ebbero due figli;
- Lady Bridget Bertie (1732-9 dicembre 1760);
- James Bertie, Lord Norreys (25 settembre 1735-12 ottobre 1745);
- Lady Anne Eleanora Bertie (1737-19 aprile 1804), sposò Philip Wenman, VII visconte Wenman, non ebbero figli;
- Willoughby Bertie, IV conte di Abingdon (16 gennaio 1739-26 settembre 1799);
- Peregrine Bertie (1741-1790);
- Lady Mary Bertie (12 novembre 1746-22 luglio 1826), sposò Miles Stapleton, ebbero un figlio;
- Lady Sophia Bertie (6 novembre 1748-1760).

## Morte
Morì il 10 giugno 1760.